# Fernando Vérgez Alzaga
Fernando Vérgez Alzaga LC (ur. 1 marca 1945 w Salamance) – hiszpański duchowny rzymskokatolicki, członek Zgromadzenia Legionu Chrystusa, arcybiskup, sekretarz generalny Gubernatoratu Państwa Watykańskiego w latach 2013–2021, prezydent Gubernatoratu Państwa Watykańskiego i tym samym przewodniczący Papieskiej Komisji ds. Państwa Watykańskiego w latach 2021–2025, kardynał diakon od 2022, członek Rady Kardynałów od 2023.

## Życiorys
26 listopada 1969 otrzymał święcenia kapłańskie w zgromadzeniu Legionu Chrystusa. Studiował filozofię i teologię na Papieskim Uniwersytecie Gregoriańskim. W 1972 rozpoczął pracę w Watykanie będąc pracownikiem Kongregacji ds. Instytutów Życia Konsekrowanego i Stowarzyszeń Życia Apostolskiego (1972–1984), a następnie Papieskiej Rady ds. Świeckich.
10 stycznia 2008 został dyrektorem Biura Telekomunikacji Państwa Watykańskiego.
30 sierpnia 2013 został mianowany przez papieża Franciszka sekretarzem generalnym Gubernatoratu Państwa Watykańskiego. 15 października 2013 papież wyniósł go do godności biskupa tytularnego Villamagna in Proconsulari. Sakry udzielił mu 15 listopada 2013 osobiście papież Franciszek.
8 września 2021 został ogłoszony następcą kardynała Giuseppe Bertello na stanowisku Gubernatora Państwa Watykańskiego oraz podniesiony do godności arcybiskupa ad personam. Urząd objął 1 października 2021. 29 maja 2022 podczas modlitwy Regina Coeli papież Franciszek ogłosił jego nominację kardynalską. 27 sierpnia Alzaga został kreowany kardynałem diakonem i otrzymał diakonię Santa Maria della Mercede e Sant’Adriano a Villa Albani. 29 stycznia 2023 uroczyście objął swój kościół tytularny w Rzymie. 1 marca 2025, w związku z ukończeniem 80 lat, utracił prawo do udziału w konklawe.